# Duel Masters
Duel Masters (jap. デュエル・マスターズ) ist eine Manga-Reihe die seit 1999 erscheint. Basierend auf dieser wurde 2002 ein Sammelkartenspiel der Firma Wizards of the Coast und mehrere Anime-Fernsehserien produziert.

## Handlung
Der 13-jährige Junge Shōbu Kirifuda (切札 勝舞) will ein Kaijudo-Master werden, Meister eines Kartenspiels, um in die Fußstapfen seines verschwundenen Vaters zu treten. Um sein Ziel zu erreichen, stellt er sich einer Reihe mächtiger und ungewöhnlicher Duellanten entgegen. Seine größten Gegner sind Kyōshirō Kokujō (黒城 凶死郎) und Hakuō (白凰). Auch gibt es Gegner, die sich nicht an die Regeln halten. Doch mit seinen Freunden Rekuta Kadoko (角古 れく太), Sayuki Manaka (真中 紗雪), Mimi Tasogare (黄昏 ミミ) und Knight (ナイト, Naito) kommt Shobu seinem Ziel näher und lernt auch das Spiel besser kennen.

## Veröffentlichungen

### Manga
Die Manga-Serie des Mangaka Shigenobu Matsumoto wurde in Japan in den Ausgaben 5/1999 bis 3/2005 in Einzelkapiteln im Manga-Magazin CoroCoro Comic veröffentlicht, das sich an Grundschüler richtet. Der Shōgakukan-Verlag verlegte diese Einzelkapitel auch in 17 Sammelbänden (Tankōbon).
Die folgende Ausgabe 4/2005 startete dann mit Duel Masters FE (デュエル・マスターズFE), wobei FE für Fighting Edge steht, welches bis zur Ausgabe 6/2008 lief. Vom 26. August 2005 bis zum 27. November 2008 wurden die Kapitel in 12 Bänden zusammengefasst.
Daran wiederum direkt anschließend folgte bis Ausgabe 3/2011 Duel Masters SX (デュエル・マスターズSX), wobei SX für Star Cross steht, was vom 26. Februar 2009 bis zum 25. April 2011 in neun Sammelbänden zusammengefasst wurde.

### Spiel
Es ist eine vereinfachte Version des Kartenspiels Magic: The Gathering, um das Spiel für jüngere Spieler attraktiv zu machen. Das Kartenspiel ist für zwei oder mehr Spieler gedacht, es wird mit Kreaturen und Zaubersprüchen gespielt.

### Anime
Ab 2002 wurden von Shogakukan Productions (ShoPro) mehrere Anime-Serien produziert, die von verschiedenen Animationsstudios ausgeführt wurden. Die Regie führte stets Waruo Suzuki.
Die erste Serie wurde erstmals vom 21. Oktober 2002 bis zum 4. April 2003 zuerst im Kinderprogramm Oha Suta auf TV Tokyo und die zweite Hälfte auf dem Sender Kids Station ausgestrahlt.
Im Programmblock Oha Suta lief vom April 2004 bis März 2006 lief die 52-teilige Serie Duel Masters Charge (デュエル・マスターズ チャージ), vom 10. April 2006 bis 23. März 2007 die 24-teilige Serie Shinseiki Duel Masters Flash (新星輝デュエル・マスターズ フラッシュ) und vom 9. April 2007 bis 28. September 2007 die 12-teilige Serie Zero Duel Masters (ゼロ デュエル・マスターズ).
Im Geschwistprogrammblock Oha Coloseum lief vom 6. Oktober 2007 bis zum 29. März 2008 die 25-teilige Serie Duel Masters Zero (デュエル・マスターズ ゼロ), vom 5. April 2008 bis 27. März 2010 das 100-teilige Duel Masters Cross (デュエル・マスターズ クロス), vom 3. April 2010 bis 26. März 2011 das 50-teilige Duel Masters Cross Shock (デュエル・マスターズ クロスショック), vom 2. April 2011 bis 31. März 2012 das 52-teilige Duel Masters Victory (デュエル・マスターズ ビクトリー), vom 7. April 2012 bis 30. März 2013 das 51-teilige Duel Masters Victory V (デュエル・マスターズ ビクトリーV) und seit dem 6. April 2013 Duel Masters Victory V3 (デュエル・マスターズ ビクトリーV3).
Die ersten beiden Serien wurden von Studio Hibari animiert, Staffel 1 zusätzlich noch in Zusammenarbeit mit und A.C.G.T., Duel Masters Charge bis Duel Masters Zero von SynergySP und ab Duel Masters Cross von Shōgakukan Music & Digital Entertainment.

#### US-Bearbeitung
Die ersten 65 Folgen wurden von Cartoon Network für den US-Markt adaptiert und dabei stark bearbeitet. Dabei wurde die Handlung verändert und komödienhafter gestaltet in dem typische oder vermeintliche Anime-Klischee aufs Korn genommen, US-popkulturelle Referenzen eingebaut oder die Vierte Wand durchbrochen wurde, z. B. in dem Shōbu anmerkt, dass die Kamera zu nahe ist oder sich über das Drehbuch beschwert. Zudem wurden Split-Screens und der Aspekt mit Shōbus fehlender Vaterfigur hinzugefügt. Auch stammt der Begriff Kaijudo, von Kaijū abgeleitet, obwohl ein japanisches Wort aus der englischen Fassung und kommt in der Japanischen nicht vor. Die US-Fassung wurde auch von RTL II für den deutschen Markt übernommen.
Zudem wurde die Serie auch auf Französisch, Spanisch, Portugiesisch, Dänisch und Tagalog im Fernsehen ausgestrahlt.

#### Synchronisation
Die deutsche Synchronisation wurde von PPA Films München angefertigt.
| Rolle            | Japanischer Sprecher (Seiyū)                                                                | Deutscher Sprecher |
| ---------------- | ------------------------------------------------------------------------------------------- | ------------------ |
| Shōbu Kirifuda   | Yumiko Kobayashi (Staffel 1 – Cross Shock) Kōki Uchiyama (Versus – Versus Final Revolution) | Roman Wolko        |
| Sayuki Manaka    | Saeko Chiba                                                                                 | Andrea Wick        |
| Mimi Tasogare    | Saki Nakajima                                                                               | Ulrike Jenni       |
| Hakuoh           | Junko Minagawa                                                                              | Claus-Peter Damitz |
| Jura             | Chihiro Suzuki                                                                              |                    |
| Rekuta Kadoko    | Yuka Imai                                                                                   | Inez Günther       |
| Zakira Fua       | Hiroki Yasumoto                                                                             |                    |
| Katta Kirifuda   | Yumiko Kobayashi                                                                            |                    |
| Tarou Okabe      | Masayoshi Sugawara                                                                          |                    |
| Louis Yodewara   | Yuuka Nakatsukasa                                                                           |                    |
| Prin Prin        | Yurin                                                                                       |                    |
| Dragon Ryu       | Kosuke Takeuchi                                                                             |                    |
| Kojiro Sasaki    | Hiyama Nobuyuki                                                                             |                    |
| Lulu Takigawa    | Sakura Tange                                                                                |                    |
| Hokaben          | Masayoshi Sugawara                                                                          |                    |
| Bucchake         | Ryozou Ishino                                                                               |                    |
| Tsutomu Tatsuya  | Eriko Hirata                                                                                |                    |
| Lucifer Takikawa | Fumi Mizusawa                                                                               |                    |
| Chatarou Buke    | Ryuuzou Ishino                                                                              |                    |
| Gyou             | Sho Hayami                                                                                  |                    |
| Gyujiroh Japan   | Katsuya Shiga                                                                               |                    |
| Onsen            | Yuji Ueda                                                                                   |                    |
| Basara Akagiyama | Jun Fukushima                                                                               |                    |
| Number 2         | Makoto Furukawa                                                                             |                    |
| Kira             | Toshiyuki Toyonaga                                                                          |                    |
| Joe Kirifuda     | Yumiko Kobayashi                                                                            |                    |
| Deckie           | Setsuji Satou                                                                               |                    |
| Bolts            | Minoru Shiraishi                                                                            |                    |
| Cap              | Ishikawa Taichi                                                                             |                    |
| Kiras Mutter     | Rika Morinaga                                                                               |                    |
| Ze-ro Zero Jr.   | Masakazu Morita                                                                             |                    |

#### Filme
Zu Duel Masters erschienen drei Kinofilme.
Am 12. März 2005 kam in Japan der Anime-Film Duel Masters: Curse of the Deathphoenix (デュエル・マスターズ 闇の城の魔龍凰, Dyueru Masutāzu: Kāsu obu za Desufenikkusu) als Double Feature mit Rockman.EXE: Hikari to Yami no Program ins Kino. Zwar wird der Titel Englisch ausgesprochen mit der Bedeutung „Der Fluch des Todesphönix“, jedoch bedeutet der Titel geschrieben „Der Dämonendrachenhuang des Schlosses der Dunkelheit“. Der Film wurde vom gleichen Team und Studio produziert wie die erste Fernsehserie.
Der zweite Kinofilm folgte am 19. September 2009 mit Duel Masters: Lunatic God Saga (デュエル・マスターズ 黒月の神帝, Dyueru Masutāzu: Runatikku Goddo Sāga) als Double Feature mit Penguin no Mondai: Shiawase no Aoi Tora de Gopennasai. Der 3D-Film wurde von Shōgakukan Music & Digital Entertainment animiert.
Der dritte Kinofilm Duel Masters: Honō no Kizuna XX!! (デュエル・マスターズ 炎のキズナXX!!, Dyueru Masutāzu: Honō no Kizuna Daburu Kurosu!!) schloss sich dann am 21. August 2010 an. Auch dieser lief wieder als Double Feature, diesmal mit Metal Fight Beyblade vs. Taiyō: Shakunetsu no Shinryakusha Sol Blaze.

### US-amerikanischer Comic
In den USA wurde ein von Dreamwave Productions produzierter Comic zu Duel Masters veröffentlicht.